# Rino Lucas
Rino Lucas (nacido el 12 de septiembre de 1980) es un futbolista uruguayo que actualmente juega en el Melo Wanderes de Uruguay. Es delantero, ya sea por las puntas o de delantero central. Tiene una gran capacidad goleadora.

## Trayectoria
Fue parte fundamental del Cerro Largo en el Campeonato Uruguayo de Fútbol 2011-12 al marcar 16 goles en veinte partidos, ayudándolos a clasificar a la Copa Sudamericana 2012.
El 26 de junio, el Caracas Fútbol Club anuncia el fichaje del delantero uruguayo. Los comentarios positivos recibidos por Rino de Abel Nazario sumado a la segura participación del Caracas en la Copa Libertadores 2013 motivaron al jugador para que llegue al conjunto rojo. Debuta el 15 de julio en un partido de pretemporada contra el Atlético Venezuela. El 29 de julio, ante un Estadio Olímpico de la UCV repleto, marcó su primer gol ante el Málaga Club de Fútbol. Asimismo, anotó un doblete en el partido amistoso contra la UCV FC. A pesar de las buenas actuaciones de Rino en la pretemporada, no pudo destacar en el Torneo Apertura. A lo largo de sus trece partidos, donde se desempeñó como delantero y volante, no marca ningún gol. Sin embargo, ayudó al equipo en algunas ocasiones gracias a su explosividad y pases de gol.
El 5 de abril de 2013 el Caracas FC decide desvincularse de su contrato con Lucas. Rino decidió volever a Cerro Largo que encara una temporada 2013-2014 complicada con el descenso
Se desempeñó como jugador y entrenador al mismo tiempo del Universal Fútbol Club de Melo, que milita en la primera división de la Liga Departamental de Cerro Largo. Al mismo tiempo fue convocado a la selección de Cerro Largo que participará en la Copa Nacional de Selecciones de OFI 2017.
En la actualidad disputa la Liga Regional Vergarense de Fútbol, en el Club Social y Deportivo Rincón. Anotó 7 goles en 10 partidos con gol incluido en la final donde se consagró campeón de la temporada 2021.

## Clubes[4]
| Club                  | País      | Año         |
| --------------------- | --------- | ----------- |
| Deportivo Colonia     | Uruguay   | 2000 - 2004 |
| Cerro                 | Uruguay   | 2004        |
| Deportivo Colonia     | Uruguay   | 2004 - 2005 |
| Danubio               | Uruguay   | 2005 - 2006 |
| Cerro Largo           | Uruguay   | 2006 - 2012 |
| Caracas               | Venezuela | 2012 - 2013 |
| Cerro Largo           | Uruguay   | 2013 - 2016 |
| Universal Fútbol Club | Uruguay   | 2016 -2021  |

- Datos: Q5491669